# Nyíregyháza Tigers 2010
Questa voce raccoglie le informazioni riguardanti i Nyíregyháza Tigers nelle competizioni ufficiali della stagione 2010.

## Divízió I 2010

### Stagione regolare
| 17 aprile 2010 2ª giornata | Eger Heroes | 12 – 58 | Nyíregyháza Tigers |  |

| 1º maggio 2010 4ª giornata | Nyíregyháza Tigers | 61 – 0 | Debrecen Gladiators |  |

| 5 giugno 2010 9ª giornata | Budapest Wolves | 35 – 10 | Nyíregyháza Tigers |  |

| 19 giugno 2010 11ª giornata | Nyíregyháza Tigers | 61 – 0 | Újpest Bulldogs |  |

| 18 luglio 2010 15ª giornata | Nyíregyháza Tigers | 64 – 0 | Szolnok Soldiers |  |

| 12 settembre 2010 18ª giornata | Jászberény Wolverines | 7 – 67 (0-7 7-27 0-27 0-6) | Nyíregyháza Tigers |  |

### Playoff
| 3 ottobre 2010 Semifinale | Nyíregyháza Tigers | 27 – 20 | Budapest Cowboys |  |

| Budapest 16 ottobre 2010 Hungarian Bowl | Budapest Wolves | 58 – 0 (17-0 20-0 14-0 7-0) | Nyíregyháza Tigers | BVSC Stadion (3000 spett.) |

## Statistiche di squadra
| Competizione      | %Vittorie | In casa | In casa | In casa | In casa | In casa | In casa | In trasferta | In trasferta | In trasferta | In trasferta | In trasferta | In trasferta | Totale | Totale | Totale | Totale | Totale | Totale |
| Competizione      | %Vittorie | G       | V       | N       | P       | Pf      | Ps      | G            | V            | N            | P            | Pf           | Ps           | G      | V      | N      | P      | Pf     | Ps     |
| ----------------- | --------- | ------- | ------- | ------- | ------- | ------- | ------- | ------------ | ------------ | ------------ | ------------ | ------------ | ------------ | ------ | ------ | ------ | ------ | ------ | ------ |
| Stagione regolare | .833      | 3       | 3       | 0       | 0       | 186     | 0       | 3            | 2            | 0            | 1            | 135          | 54           | 6      | 5      | 0      | 1      | 321    | 54     |
| Playoff           | .500      | 1       | 1       | 0       | 0       | 27      | 20      | 1            | 0            | 0            | 1            | 0            | 58           | 2      | 1      | 0      | 1      | 27     | 78     |
| Totale            | .750      | 4       | 4       | 0       | 0       | 213     | 20      | 4            | 2            | 0            | 2            | 135          | 112          | 8      | 6      | 0      | 2      | 348    | 132    |